# Mental As Anything
I Mental As Anything sono un gruppo musicale australiano di genere new wave e pop rock. Tra i precursori della scena musicale indie australiana, sono maggiormente conosciuti per la hit "Live It Up", parte della colonna sonora del film Mr. Crocodile Dundee. Nel 2009 sono stati inseriti nella ARIA Hall of Fame.

## Storia della band
Il gruppo si è formato nel 1976 presso l'Alexander Mackie College of Advanced Education, una scuola d'arte di Sydney, ad opera degli studenti Martin Murphy (alias "Martin Plaza", chitarra e voce), Chris O'Doherty (alias "Reg Mombassa", chitarra), Steve Coburn (figlio dell'artista John Coburn, basso) e David Twohill (alias "Wayne de Lisle", batteria). Dopo alcune performance dove il gruppo non aveva ancora un nome, il nome ufficiale della band debuttò il 14 maggio 1976; "Mental As Anything" è un modo di dire gergale australiano che sta per essere pazzo, stravagante, divertirsi in modo estremo, o uscire fuori di testa.
Alla fine del 1976 un altro compagno di studi, Andrew Smith (alias "Greedy Smith") si unì al gruppo come tastierista. Coburn lasciò la band nel 1977 e il fratello minore di Mombassa, Peter "Yoga Dog" O'Doherty, lo rimpiazzò come bassista.
Inizialmente caratterizzati da un repertorio di cover di Elvis Presley, Roy Orbison, The Monkees e canzoni di genere blues, rockabilly e country, vennero notati dai produttori Cameron Allen e Martin Fabinyi, che li misero sotto contratto con l'etichetta indipendente Regular Records, e fecero il loro debutto discografico nel dicembre del 1978 con l'EP Mental As Anything Plays at Your Party, che consisteva di tre canzoni inedite scritte da Plaza e di chiara influenza new wave. La canzone  "The Nips Are Getting Bigger", inclusa nell'EP e nel successivo album  Get Wet, divenne il primo successo della band toccando la ventesima posizione della classifica dei singoli.
Nel 1981 la band ebbe due buoni successi con "If You Leave Me, Can I Come Too?" e "Too Many Times", che raggiunsero rispettivamente il quarto e il sesto posto nella classifica dei singoli. A partire dalla metà degli anni '80, Greedy Smith iniziò ad avere più spazio sia in fase compositiva che come voce solista nel gruppo. Nel maggio 1985 la band ottenne un exploit con la canzone "Live It Up", che dopo avere goduto di un notevole successo locale piazzandosi al numero 2 della classifica australiana dei singoli venne inclusa nel film Mr. Crocodile Dundee, e trascinata dal successo internazionale della pellicola entrò nelle classifiche europee, toccando tra l'altro il terzo posto in Inghilterra e il sesto in Germania.
Dopo altri singoli di buon successo, all'inizio del 1990 i membri del gruppo si accordarono nel prendersi una pausa per dedicarsi a side project e ad altre attività. Mombassa e O'Doherty formarono il duo Reg & Peter (anche noto come Peter & Reg). Plaza, che aveva debuttato da solista nel 1986 con il singolo  "Concrete and Clay", formò il duo Beatfish con James Freud, ex membro della rock band Models, e nel 1994 pubblicò l'album solista Andy's Chest, composto di cover di Lou Reed. Smith pubblicò un album da solista, Love Harmonica, e formò il gruppo Greedy's People.  Wayne de Lisle approfittò della pausa per completare gli studi.
Nel 1993 il gruppo tornò ufficialmente insieme per incidere il brano "Ride" per la colonna sonora del film Reckless Kelly (distribuito in Italia con il titolo Robin Hood Junior).  L'album successivo  Liar, Liar Pants on Fire, trascinato dal singolo "Mr. Natural", fu distribuito nel 1995 e rappresentò l'ultimo successo del gruppo.
Nell'aprile 2000, dopo ventitré anni con la stessa formazione, il gruppo subì l'abbandono dei fratelli Peter O'Doherty e Reg Mombassa, motivata dall'intenzione di questi di sviluppare il progetto indipendente dei Dog Trumpet (una band rock che rappresentava un'evoluzione del duo Reg & Peter). Nel settembre 2004, alla fine di un tour, de Lisle venne licenziato dagli altri membri; in seguito de Lisle denunciò gli ex compagni per licenziamento illegittimo e nel 2008 vinse la causa, ottenendo un risarcimento dai colleghi.
Nel 2009 la band venne introdotta nella ARIA Hall of Fame. Per l'occasione, alla cerimonia di premiazione Mombassa e O'Doherty si ricongiunsero agli ex compagni.
Nell'ottobre 2019 è stata annunciata l'induzione di Martin Plaza e Greedy Smith nella ASA Hall of Fame (Australian Songwriters Hall of Fame) per il loro lavoro di autori. Poco più di un mese dopo, il 2 dicembre, Greedy Smith è morto, colpito di attacco di cuore mentre era alla guida della sua automobile a Sidney.

## Discografia
Album studio
- 1979: Get Wet
- 1980: Espresso Bongo
- 1980: Mental as Anything
- 1981: Cats & Dogs
- 1982: If You Leave Me, Can I Come Too? (solo Olanda e USA)
- 1983: Creatures of Leisure
- 1985: Fundamental as Anything
- 1987: Mouth to Mouth
- 1989: Cyclone Raymond
- 1995: Liar Liar Pants on Fire
- 1997: Garàge (2 CDs)
- 2000: Beetroot Stains
- 2002: Road Case
- 2005: Plucked
- 2009: Tents Up

EP
- 1978: Mental as Anything Plays at Your Party
- 1995: Bicycle
- 1997: Minus Bonus
- 2001: Borscht
- 2015: Mental As Anything AKA 5 Track EP

Raccolte
- 1986: Greatest Hits Volume 1
- 1993: Chemical Travel
- 1999: Best Of
- 1999: Mental as Anything
- 2003: Best of Mental as Anything
- 2009: Essential as Anything – 30th Anniversary Edition
- 2016: Live It Up - The Collection

Opere audiovisive
- 1998: Monumental as Anything (VHS)
- 1999: Monumental II (VHS)
- 2006: Basemental (DVD)